# Сітка Рабіца

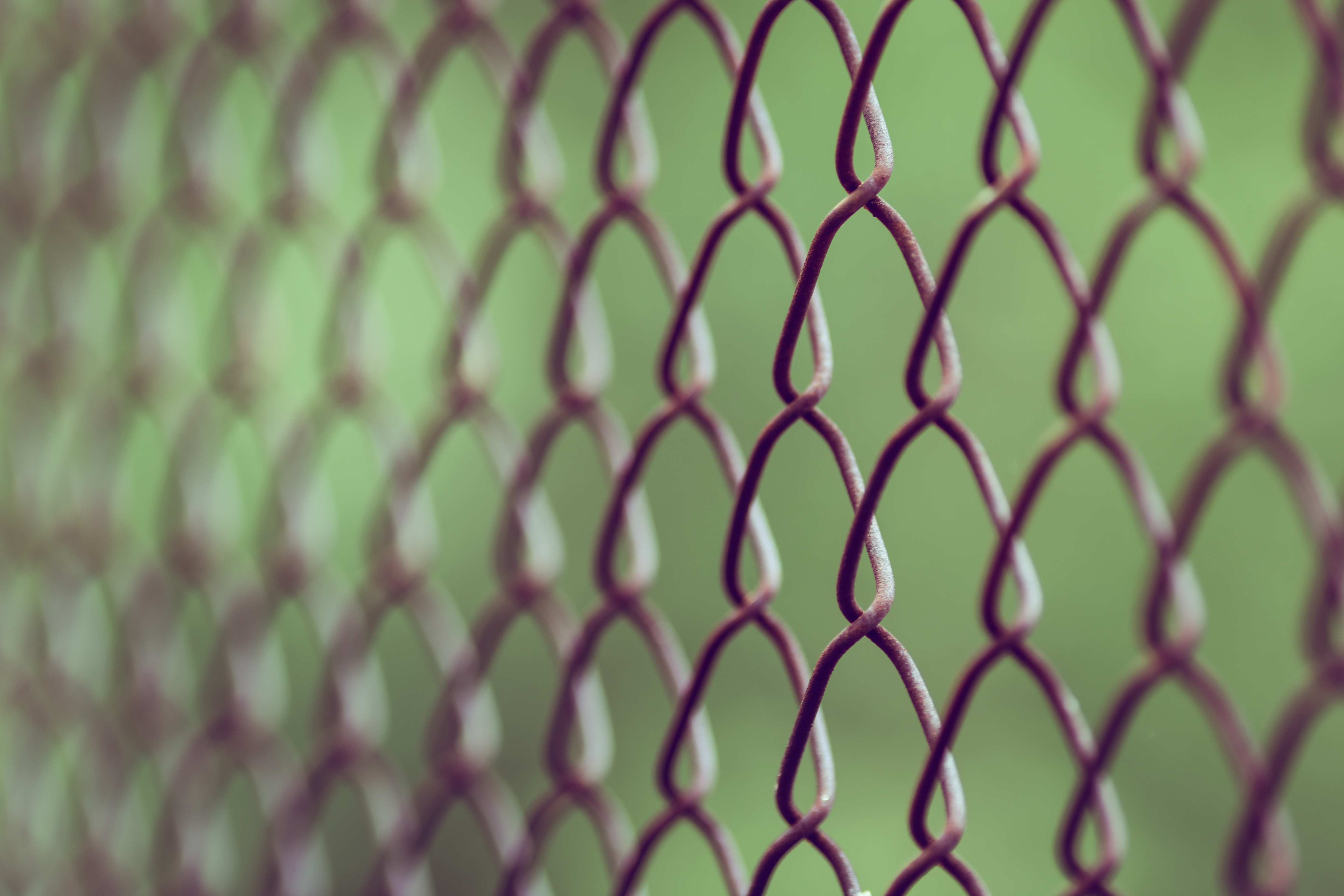
Фрагмент сітки Рабіца

С́ітка Рабіца (нім. Rabitzarbeiten, Rabitzgewebe), розм. ра́биця, рабіца — огорожа, зазвичай виготовлена з залізних дротів, скручених між собою зигзагоподібно так, щоб лишати між ними значний простір.

## Історія
Названа за ім'ям німецького каменяра Карла Рабіца, який придумав її в XIX сторіччі як замінник дранки для основи при тинькуванні стін. Патент на винахід був отриманий в 1878 році. Але ця версія деякими експертами заперечується. Вважають, що назва «рабиця» виникла від англ. rabits («кролі»)[джерело?]. Плетену сітку з дрібними вічками використовували для виготовлення кліток для кроликів наряду з крученою сіткою. За іншими джерелами, плетену сітку винайшов Чарльз Бернард з Норвіча (Велика Британія) в 1844 році.
Сітку даного типу виготовляють як на нескладному верстаті шляхом вкручування одна в іншу дротяних спіралей з плоским витком, що навиваються безпосередньо на робочому органі верстата, так і на високопродуктивних сіткоплетільних верстатах-напівавтоматах, переважно німецького виробництва.
Сировиною для виготовлення сітки служить низьковуглецевий сталевий дріт. Поряд зі сталевим дротом, використовується дріт з полімерним покриттям і оцинкований. Вкрай рідко її роблять з нержавіючого дроту.
Сітку Рабіца використовують для влаштовування огорож, просіювання матеріалів, кріплення гірничих виробок на шахтах та рудниках і для теплоізоляційних робіт, з неї роблять клітки і вольєри для тварин.
Сітка Рабіца поділяється по формі вічок на: сітку плетену ромбічну (гострий кут ромба 60) і сітку плетену квадратну.
Сітка Рабіца поставляється в рулонах. Як правило, висота рулону 1,5 м, а довжина рулону 10 м. Але можна замовити у виробника висоту сітки від 1 до 4 м, довжину сітки виробники зазвичай роблять до 18 м. При виробництві сітки на ручних або простих верстатах, як правило, кінці рулонів не загинають. При виробництві на сіткоплетільних автоматах в більшості випадків кінці спіралей в рулонах загинаються, з'єднуючись між собою.
Сітка Рабіца може поставлятися в звичайних рулонах, коли полотно сітки змотується звичайним способом (цей варіант зручний при монтажі сітки), і в компактних рулонах, коли спіралі при змотуванні входять в тісне зіткнення і в результаті рулон сітки має менший діаметр. Торці рулонів сітки Рабіца упаковуються в щільний папір, мішковину, штучну тканину або поліетилен.

## Захист від корозії
Сітка Рабіца використовується в основному для огородження територій і не захищена від дощу. Тому, якщо сітку Рабіца не захистити від впливу вологи, то вона після першого дощу почне іржавіти. Захищають від корозії сітку декількома способами: фарбуванням, оцинкуванням і за допомогою полімерного покриття. Найпоширеніший спосіб захисту від корозії — оцинкування. Більшість сітки Рабіца «з покриттям» виробляється з оцинкованого сталевого дроту. Тому дуже важлива кількість цинку на оцинкованому дроті. Більшість заводів в СНД покривають дріт цинком методом гарячого оцинкування. При цьому методі на дроті вміст цинку від 70 до 90 г/м2. Сітка Рабіца з такого дроту не буде іржавіти протягом 20-25 років. Останнім часом почали освоювати покриття дроту електролітичним методом. При цьому можна отримати на дроті від 10 г/м2 цинку. Це дуже мало. Сітка виготовлена з такого дроту може іржавіти вже через рік-два після початку експлуатації.
Але навіть велика кількість цинку на сітці не рятує від корозії, якщо експлуатується на узбережжі солоного моря. Тому в подібній місцевості рекомендується використовувати сітку зі сталевого дроту покритого полімерним покриттям. Полімерне покриття, якщо воно неякісне, має властивість вигоряти на сонці (знебарвлюється) і тріскатися на морозі. Але найкращі виробники використовують полімерне покриття, яке не вигоряє на сонці і витримує до 35 градусів морозу. Для того, щоб визначити якість сітки з полімерним покриттям потрібно подивитися на внутрішню поверхню спіралі, з якої сітка виготовлена. Якщо в цьому місці є подряпини або порізи полімерного покриття, то це означає, що сітка неякісна (у порізи потрапляє волога і сітка швидко поржавіє під полімерним покриттям) і швидше за все, через рік-два полімерне покриття потріскається на морозі і вицвіте на сонці.

## Міцність сітки Рабіца
Міцність сітки Рабіца має пряму залежність від величини вічка та діаметра дроту. Чим менше вічка і більше діаметр дроту (чим більше металу в квадратному метрі сітки), тим міцніша плетена сітка.
Так як основу ціни сітки становить вартість дроту, деякі виробники занижують діаметр дроту і завищують розмір вічок. Таким чином, вони продають менш міцну сітку.
Для того щоб контролювати параметри плетеної сітки, достатньо зважити рулон цієї сітки і порівняти вагу квадратного метра сітки з теоретичною вагою сітки Рабіца. Якщо різниця становить понад 5 %, то з якістю цього рулону не все в порядку. Він може бути коротшим, нижчим, з більш тонкого дроту або зі збільшеним (ослабленим) вічком.